# Patmos

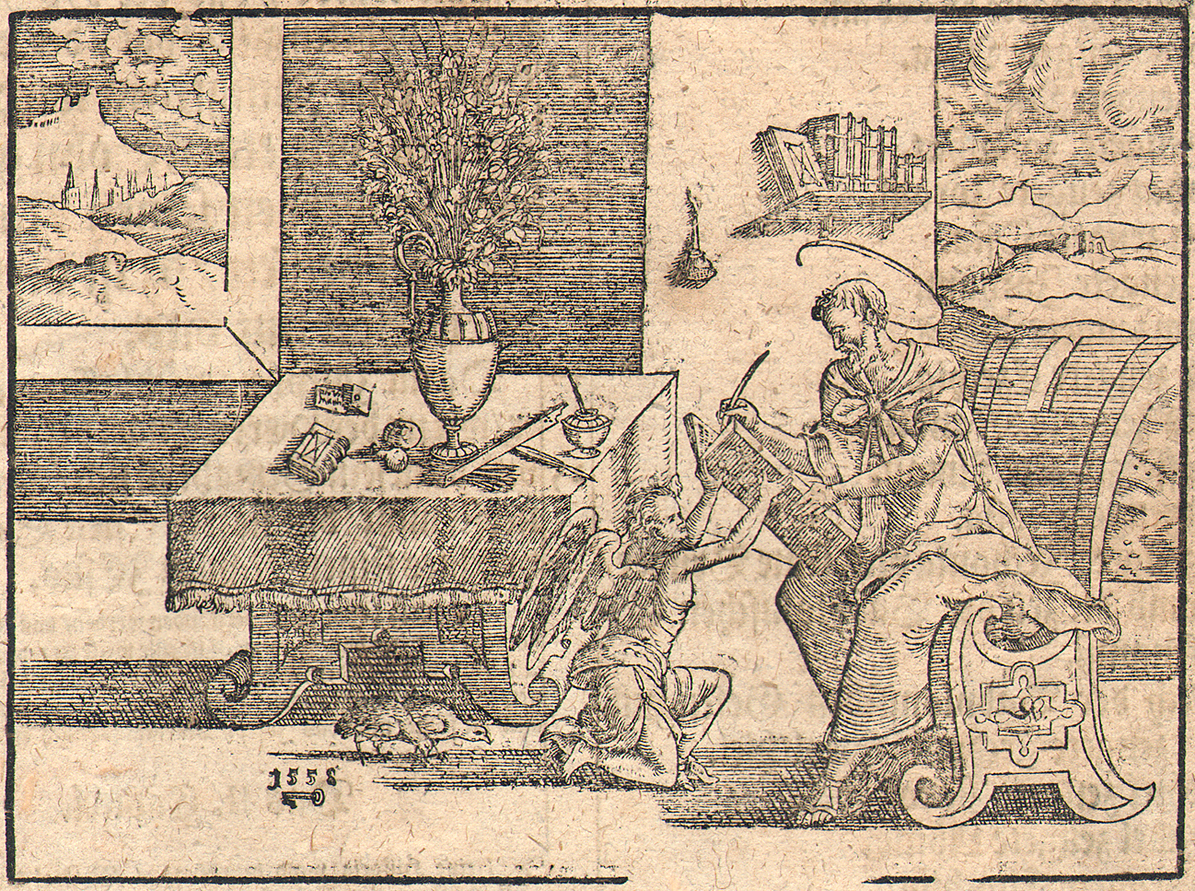
Johannes på Patmos. 1558.

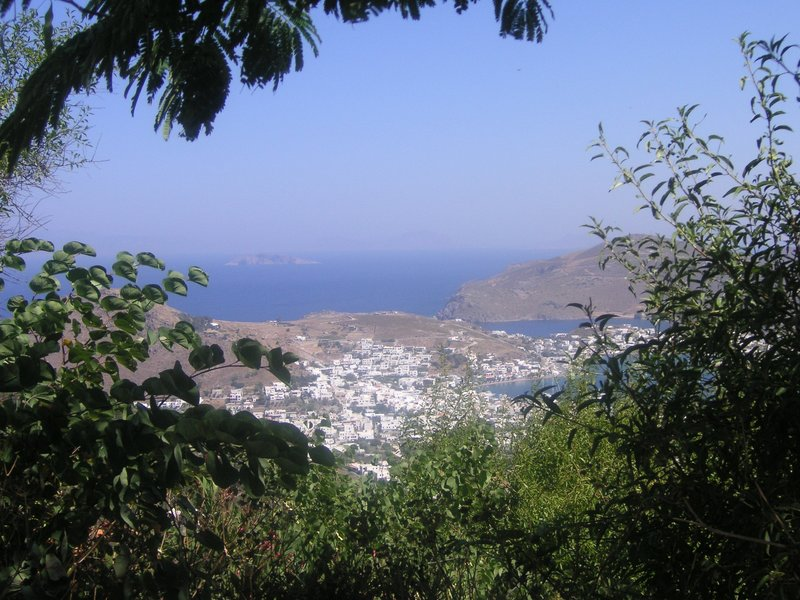
Patmos

Patmos, grekiska Πάτμος, är en liten ö i Egeiska havet och är en av de Dodekaneiska öarna. Dess storlek är 28 km² och har 2 400 invånare.
Patmos förekommer även som namn på kyrkor och kapell inom väckelserörelsen.

## Historia
Under romartiden användes ön som fångkoloni eller förvisningsort för icke önskade medborgare. En av de som förvisades dit var Jesu lärjunge Johannes. Man tror att Johannes här fick de visioner som utgör Uppenbarelseboken i Bibeln. Detta är dock mycket omtvistat.
På grund av dess religiösa betydelse som hemvist för aposteln Johannes och grundandet av Johannesklostret kallas Patmos ibland för "Egeiska havets Jerusalem". Men öns inflytande har minskat till följd av att öborna blivit rika på skeppsbyggnad och handel.
Patmos är rik både på historia och naturskönhet och är ett centrum för både pilgrimer och turister. Den lilla bergiga ön befolkades så tidigt som på 500-talet f.Kr. av de grekiska folkstammarna dorer och joner. Ön erövrades av romarna på 200-talet e.Kr. och användes som ställe för landsförvisning av brottslingar och politiska orosstiftare. På 600-talet e.Kr. var ön tämligen obebodd. Ön erövrades av italienarna 1912 under det italiensk-turkiska kriget, men blev ånyo en del av Grekland 1947 då den italienska armén lämnat ön.

## Turism
Det finns cirka 20 stränder av både sand och sten och många små bukter. Ön är också lämpad för vindsurfning, då det är ganska blåsigt. För nattliv är staden Chora och Skála att föredra, där det finns många barer och diskotek.